# Otto IV von Tecklenburg-Ibbenbüren
Otto IV von Tecklenburg-Ibbenbüren (ur. ok. 1280 r.; zm. w 1307 r.) – hrabia Tecklenburg, syn hrabiego Ottona III i Ryszardy von der Mark, córki Engelberta I, hrabiego Marku.
Władzę objął w 1285 r. po śmierci ojca. Podczas rządów dążył do wzmocnienia państwa. Zbudował zamki w Cloppenburgu, Bevergern, Lingen i Schnackenburgu. Miał kilka zatargów z Osnabrückiem i Ravensbergiem. W 1296 r. poślubił Beatrycze Rietberg, z którą miał dwoje dzieci: córkę Ryszardę i syna Ottona. Zmarł w 1307 r.